# Ophrypetalum odoratum
Ophrypetalum odoratum Diels – gatunek rośliny z monotypowego rodzaju Ophrypetalum w obrębie rodziny flaszowcowatych (Annonaceae Juss.). Występuje naturalnie w Afryce Wschodniej – w Kenii, Tanzanii oraz Mozambiku. Uznany jest za narażony na wyginięcie w czerwonej księdze gatunków zagrożonych. Przyczyną zagrożenia jest fragmentacja zasięgu oraz eksploatacja – proste pędy wykorzystywane są do budowy chat. Obszary chronione są nieskuteczne, niektóre zostały zniszczone (np. Pugu Forest Reserve).

## Morfologia
PokrójZrzucające liście drzewo lub krzew dorastające do 2–6 m wysokości. Kora jest gładka i popękana.
LiścieNaprzemianległe. Blaszka liściowa ma eliptyczny, odwrotnie jajowaty lub odwrotnie jajowato lancetowaty kształt. Mierzy 2–12 cm długości oraz 1,5–5,5 cm szerokości. U nasady jest zaokrąglona, a jej wierzchołek jest słabo zaostrzony lub zaokrąglony. Ogonek liściowy jest nagi i dorasta do 2–5 mm długości.
KwiatyPromieniste, obupłciowe, wydzielają zapach. Są pojedyncze lub zebrane w pęczki, rozwijają się w kątach pędów. Mają 3 wolne i nienakładające się na siebie działki kielicha, mają owalny lub trójkątnie nerkowaty kształt i dorastają do 6–9 mm długości. Płatków jest 6, ułożonych w dwóch okółkach, są wolne, nakładające się na siebie, nierówne i postrzępione. Płatki zewnętrzne mają półokrągły kształt i osiągają do 3–5 mm długości, natomiast wewnętrzne mają podłużnie prawie nerkowaty kształt i mierzą 4 mm długości. Kwiaty mają 10–15 wolnych i owłosionych owocolistków.
OwocePojedyncze mają wrzecionowaty kształt, zebrane po 8–15 w owoc zbiorowy. Początkowo są owłosione, osadzone na krótkich szypułkach. Osiągają 50–68 mm długości i 18–22 mm szerokości.

## Biologia i ekologia
Gatunek rośnie w przybrzeżnych i zimozielonych lasach, w lasach podmokłych i w zaroślach. Wspólnie z gatunkami z rodzajów Scorodophloeus i Gyrocarpus tworzy suche lasy na glebach wapiennych i powstających z raf koralowych, występuje także w lasach zdominowanych przez gatunki z rodzajów Brachystegia i Julbernardia.